# 문의공
문의공(文懿公)은 시호의 하나이다.

## 고려
- 김부의(金富儀, ? ~ 1136년)
- 최선(崔詵, 1138년 ~ 1209년)
- 박항(朴恒, 1227년 ~ 1281년)

## 조선
- 이자(李耔, 1480년 ~ 1533년)[1]
- 김구(金絿, 1488년 ~ 1534년)[2]
- 구사맹(具思孟, 1531년 ~ 1604년)[3]
- 홍주원(洪柱元, 1606년 ~ 1672년)[4]
- 이원배(李元培, 1745년 ~ 1802년)[5]
- 김평묵(金平默, 1819년 ~ 1891년)[5]